# زبان فیجیایی
زبان فیجیایی، زبان بومی کشور استقلال یافته فیجی در مرکز اقیانوس آرام است. گویشوران این زبان نزدیک به ۴۰ درصد جمعیت این کشور را تشکیل می‌دهند. فیجیایی از زبانهای‌ ملانزیایی است که یکی از زیرگروه‌های خانواده زبان‌های مالایو-پلی‌نزیایی محسوب می‌شود. الفبای آن فاقد حروف z٬x٬h است و حروف f، ٬j و p فقط در کلمات بیگانه ظاهر می‌شوند. حرف b را mb ٬ dرا nd ٬ g را ng (مثل sing انگلیسی) و q را ng (مثل finger انگلیسی) تلفظ می‌کنند. خط روی واج علامت کشش آن است.